# Шмидтгаль, Генрих Эдуардович
Ге́нрих Эдуа́рдович Шми́дтгаль (нем. Heinrich Schmidtgal; 20 ноября 1985, Иссык, Алматинская область, Казахская ССР, СССР) — немецкий и казахстанский футболист, полузащитник. Выступал в сборной Казахстана.

## Карьера

### Клубная
Дебютировал 27 августа 2003 года за команду «Ферль», выйдя на замену на 65-й минуте матча. Выступал в качестве левого нападающего, но позже на основании его роста перешёл в середину поля. В последнем сезоне забил 7 голов и этим способствовал существенному подъёму клуба «Ферль» в региональной лиге. Вместе с тем он стал полузащитником с очень хорошим коэффициентом — 0,21 голов за игру.
С 2007 года начал выступать во втором составе «Бохума» .
В 2009 году Шмидтгаль перешёл в «Рот-Вайсс» и в том сезоне во втором дивизионе отыграл 33 игры, отметившись пятью голами.
20 мая 2011 года Шмидтгаль подписал контракт до 30 июня 2013 года с клубом «Гройтер Фюрт». Дебютировал в матче первого тура против «Бохума», матч закончился поражением 2:3. Открыл счёт в матче с «Унионом», позже был удалён за вторую жёлтую карточку.
25 августа 2012 года в домашнем матче против мюнхенской «Баварии», дебютировал вместе с клубом в Бундеслиге, команда Шмидтгаля уступила с крупным счетом 0:3.
По истечении контракта с «Гройтером», перешёл в дюссельдорфскую «Фортуну», оформив двухлетнее соглашение.
По окончании контракта завершил профессиональную карьеру футболиста в связи с хронической травмой колена. В дальнейшем работал скаутом Фортуны и тренером фарм-клуба этой команды.

### В сборной
Был приглашён бывшим главным тренером Берндом Шторком. Помимо Генриха сборную Казахстана пополнил ещё один немец с казахстанскими корнями Сергей Каримов из «Вольфсбурга».
Перед игрой против Турции (0:3) Шмидтгаль прилетел в Алматы, где в спешке получил временный казахский паспорт для игры за сборную страны. Этот временный документ не признаётся за рубежом, и для игры в Вене Шмидтгаль не получил разрешения от ФИФА играть за сборную Казахстана. Эту проблему решили спустя несколько дней, и с того момента он имеет два действительных удостоверения личности.
Это было очень странное чувство, после двадцати двух лет, так неподготовленно, в первый раз вернуться в страну, где я родился. Я прожил всю свою жизнь в Германии, но буду очень стараться для Казахстана, из-за гордости моих родителей. Я с нетерпением жду этой игры.— Генрих Шмидтгаль
Из-за травмы колена Шмидтгаль пропустил товарищеский матч со сборной Беларуси, также он пропустил матч отборочного этапа Евро-2012 в городе Кайзерслаутерне со сборной Германии. В интервью он сказал, что горд играть за Казахстан. 26 марта 2013 года забил свой первый гол в ворота сборной Германии.

## Достижения

### Командные
- Победитель Второй Бундеслиги: 2011/12

### Личные
- Футболист года в Казахстане по версии журнала «GOAL»: 2011

## Личная жизнь
Уроженец Казахстана, в возрасте 4 лет эмигрировал в Германию с родителями, имеет также немецкое гражданство. Отец немец с казахскими корнями, мама немка. В семье он 4-й из 5 братьев.

## Матчи и голы за сборную
| №  | Дата             | Соперник    | Счёт | Голы    | Турнир                   |
| 1  | 3 сентября 2010  | Турция      | 0:3  | —       | Отборочные матчи ЧЕ-2012 |
| 2  | 8 октября 2010   | Бельгия     | 0:2  | —       | Отборочные матчи ЧЕ-2012 |
| 3  | 12 октября 2010  | Германия    | 0:3  | —       | Отборочные матчи ЧЕ-2012 |
| 4  | 3 июня 2011      | Азербайджан | 2:1  | —       | Отборочные матчи ЧЕ-2012 |
| 5  | 2 сентября 2011  | Турция      | 1:2  | —       | Отборочные матчи ЧЕ-2012 |
| 6  | 11 октября 2011  | Австрия     | 0:0  | —       | Отборочные матчи ЧЕ-2012 |
| 7  | 1 июня 2012      | Кыргызстан  | 5:2  | —       | Товарищеский матч        |
| 8  | 4 июня 2012      | Армения     | 0:3  | —       | Товарищеский матч        |
| 9  | 7 сентября 2012  | Ирландия    | 1:2  | —       | Отборочные матчи ЧМ-2014 |
| 10 | 12 сентября 2012 | Швеция      | 0:2  | —       | Отборочные матчи ЧМ-2014 |
| 11 | 22 марта 2013    | Германия    | 0:3  | —       | Отборочные матчи ЧМ-2014 |
| 12 | 26 марта 2013    | Германия    | 4:1  | 1 (46') | Отборочные матчи ЧМ-2014 |

Итого: 12 матчей / 1 гол; 2 победы, 1 ничья, 9 поражений.
(откорректировано по состоянию на 11 июня 2015)